# IC 2623
IC 2623 је елиптична галаксија у сазвјежђу Пехар која се налази на листи објеката дубоког неба у Индекс каталогу.
Деклинација објекта је - 20° 5' 35" а ректасцензија 11h 3m 50,9s. Привидна величина (магнитуда) објекта IC 2623 износи 13,4 а фотографска магнитуда 14,4. Налази се на удаљености од 55,242 милиона парсека од Сунца. IC 2623 је још познат и под ознакама ESO 569-33, MCG -3-28-34, NPM1G -19.0356, PGC 33418.